# HAKASE-SUN
HAKASE-SUN（ハカセ・サン、1967年 - ）は日本の・レゲエキーボーディストである。通常の呼び方は「ハカセ」であり、ソロ活動時のみ「SUN」が付く。

## 略歴
1990年、ハカセとしてフィッシュマンズに加入。
1995年、フィッシュマンズ脱退。同年、LITTLE TEMPOにHAKASEとして加入。
2001年、川上つよしと彼のムードメイカーズに参加。同年、初のソロ作品を発表。
2014年、アイヌの弦楽器、トンコリ奏者のOKIの率いるOKI DUB AINU BANDに加入。
2015年、KODAMA AND THE DUB STATION BAND 再起動にあたり、メンバーとして参加。

## ディスコグラフィー

### オリジナル・アルバム
1. Plays Boyz-Toyz REGGAY!（2001年8月13日）
2. Do Re Me ROCKERS（2002年7月31日）
3. SHANTY REGGAE MAGIC（2004年6月23日）
4. Adult Oriented Reggae（2005年10月26日）
5. Le Ciel Bleu（2007年5月30日）
6. 南国タキシード（2009年7月8日）
7. Reggae Spoonful（2013年7月24日）
8. A Little Bit Of Slumber（2014年6月25日）
9. 幻想とリディムの旅(2016年5月11日)

### ベスト・アルバム
1. Please Sunrise The Best Of HAKASE-SUN 2001-2008（2008年12月3日）

### サウンドトラック
- 人のセックスを笑うな オリジナルサウンドトラック（2008年1月16日）

### 参加コンピレーション
- Riddim&Vibration（2002年4月17日）
4.One Hippy Cat

## 作曲
- UA「あめふりヒヤデス」（「悲しみジョニー」カップリング）

## リミックス
- スケボーキング「You Are God」
- BONNIE PINK「Thinking of You」